# Gongneung-dong
Gongneung-dong là một dong, phường của Nowon-gu ở Seoul, Hàn Quốc.

## Điểm nổi bật
- Đại học nữ sinh Seoul
- Đại học Sahmyook
- Đại học công nghệ quốc gia Seoul
- Học viện Quân sự Hàn Quốc (육군사관학교)
- Làng quốc gia Taereung (태릉선수촌 泰陵選手村)
- Taerueng (태릉 泰陵)
- Gangneung (강릉 康陵)
- Samgunbu Cheongheondang (삼군부청헌당 三軍府淸憲堂)

## Liên kết
- Trang chính thức Nowon-gu bằng tiếng Anh Lưu trữ ngày 21 tháng 7 năm 2011 tại Wayback Machine
- Bản đồ của Nowon-gu Lưu trữ ngày 21 tháng 7 năm 2011 tại Wayback Machine
- (tiếng Hàn) Trang chính thức Nowon-gu Lưu trữ ngày 5 tháng 4 năm 2009 tại Wayback Machine
- (tiếng Hàn) Văn phòng dân cư Gongneung 1, 3-dong Lưu trữ ngày 11 tháng 2 năm 2012 tại Wayback Machine